# Eutrichopoda abdominalis
Eutrichopoda abdominalis là một loài ruồi trong họ Tachinidae.